# Kalb Ḩeşārī
Kalb Ḩeşārī (persiska: كلب حصاری) är en ort i Iran.   Den ligger i provinsen Hamadan, i den nordvästra delen av landet, 280 km väster om huvudstaden Teheran. Kalb Ḩeşārī ligger 1 821 meter över havet och antalet invånare är 168.
Terrängen runt Kalb Ḩeşārī är en högslätt.Runt Kalb Ḩeşārī är det ganska tätbefolkat, med 65 invånare per kvadratkilometer. Närmaste större samhälle är Shīrīn Sū, 14,8 km norr om Kalb Ḩeşārī. Trakten runt Kalb Ḩeşārī består i huvudsak av gräsmarker.